# Эфир (мифология)
Эфи́р (от др.-греч. αἰθήρ — «эфир, верхний воздух») в древнегреческой мифологии — верхний слой воздуха (неба), местопребывание богов, а также его олицетворение (персонификация) — божество Эфир.
Эфир как часть мира — верхний (горный), наиболее лёгкий (тонкий, разрежённый), прозрачный и лучезарный слой воздуха, верхний слой неба, которым дышат и в котором живут боги. Эфир достигает вершины Олимпа, где находятся олимпийские боги.
По наиболее популярной версии, бог Эфир был сыном Эреба (подземного Мрака) и Никты-Ночи, братом Гемеры (Дня).
По версии поэмы «Титаномахия», Гесиод «Теогония» VII век до н. э. Эфир и Гемера были родителями Геи-Земли, Урана-Неба, Понта (Моря), Океана, Тартара. В изложении Гигина, Эфир родился от Хаоса и Мглы. По другой версии, Эфир — отец Зевса. Именуется отцом ветров.